# Jan Baptist van der Hulst
Jan Baptist van der Hulst (* 2. März 1790 in Löwen; † 16. Mai 1862 in Brüssel) war ein belgischer Porträt- und Historienmaler sowie Lithograf.

## Leben
Jan Baptist van der Hulst erhielt seine Ausbildung an der Kunstakademie in Löwen als Schüler des flämischen Malers Josse Pierre Geedts. Anschließende Studienreisen führten ihn 1819 nach Paris und 1825 bis 1827 nach Rom. Durch die Berufung Wilhelms I. der Niederlande an dessen Hof siedelte van der Hulst 1830 nach Den Haag über, wo er neunzehn Jahre lang künstlerisch tätig war. Erst nach dem Tod Wilhelm II. kehrte er 1849 in seine belgische Heimat zurück.
Van der Hulst malte vor allem Porträts und religiöse Darstellungen. Eines seiner frühesten Werke war die Teildarstellung das „Hostienwunder“ aus einer Bilderfolge in der Kirche Sint Jacob in Löwen. Die Porträtgemälde sind fast alle in Privatbesitz und in den Den Haager Schlössern Paleis Noordeinde und Huis ten Bosch. Zudem unter anderem im Museum Het Loo bei Apeldoorn, im Amsterdamer Rijksmuseum und im Museum De Lakenhal in Leiden.

## Werke (Auswahl)

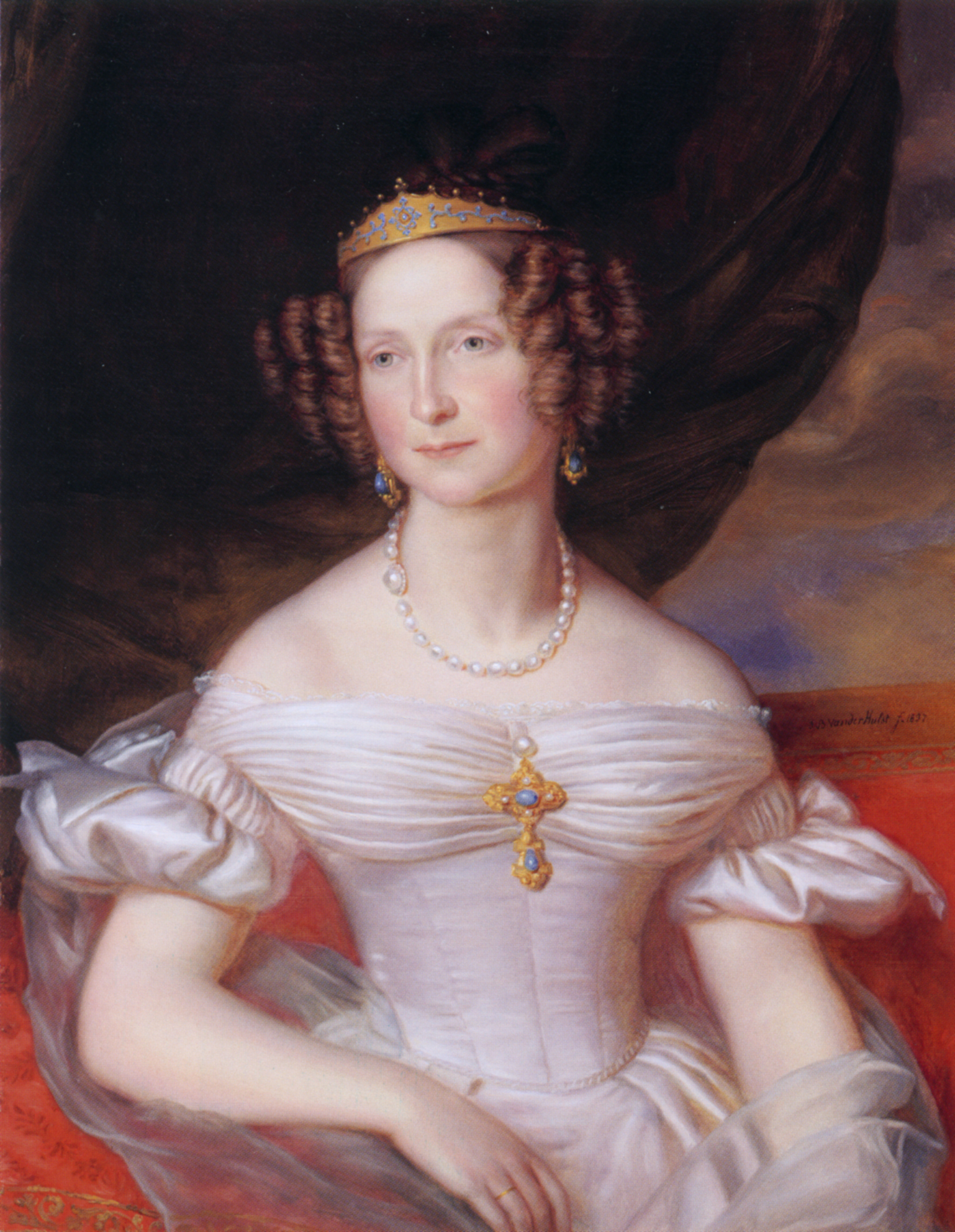
Anna Pawlowna, Porträt von Jan Baptist van der Hulst, 1837.

- Hostienwunder, Kirche Sint Jacob, Löwen
- Geburt Christi, Kirche von Waudrichem bei Gorcum
- Gräfin von Paar, 1826
- Luise von Preußen, Gemahlin von Friedrich von Oranien-Nassau, um 1830 (im Schloss Glienicke, Berlin)
- Wilhelm I. der Niederlande, im Rijksmuseum, Amsterdam
- Wilhelmine von Preußen, ab 1791 Gemahlin Wilhelms I. und Königin der Niederlande
- Wilhelm II. mit seiner Familie, 1832
- Anna Pawlowna, Gemahlin Wilhelms II. und ab 1840 Königin der Niederlande, 1837
- Wilhelm II. der Niederlande, 1848
- Wilhelm Friedrich Nikolaus Albert von Oranien-Nassau (1836–1846) im Alter von zwei Jahren. Sohn der Luise und Friedrich von Oranien-Nassau, 1838
- Porträt einer jungen Frau, 1844